# Ludovic al III-lea al Franței
Ludovic al III-lea (n. 863 d.Hr., Saint-Denis⁠(d), Île-de-France, Franța – d. 5 august 882 d.Hr., Saint-Denis⁠(d), Île-de-France, Franța) rege al Franciei de Apus între 879 - 882. Fiul lui Ludovic al II-lea al Franței și al Ansgardei de Burgundia.
După moartea tatălui său, Ludovic împreună cu fratele său Carloman au fost aleși regi de către reprezentanții Bisericii și nobilii feudali. Regatul a fost împărțit câteva luni mai târziu între cei doi frați în urma tratatului de la Amiens din martie 880 Ludovic primind Neustria.
La scurt timp după începerea domniei, Ludovic cel Tânăr sprijinit de o parte din nobilimea potrivnică noului rege, invadează Neustria cu scopul de a ocupa tronul. Ludovic al III-lea încheie conflictul cedându-i Lotharingia de Răsărit.
În vara anului 880 Ludovic și Carloman pornesc într-o expediție de pedepsire a contelui Boso care se proclamase rege în Provence. Pe drum ei cuceresc Maconul, precum și partea nordică a domeniilor lui Boso, dar nu reușesc să ia Vienne pe care o asediaseră timp de câteva luni.
Cel mai mare pericol pentru Neustria rămăseseră invaziile normanzilor care prădau și ardeau totul în calea lor. La 3 august 881, la Saucourt, Ludovic obține asupra lor o victorie răsunătoare care a fost imortalizată în poezia germană prin " Cântul lui Ludovic " (Ludwigslied). Această bătălie este și fundalul epopeii franceze "Gormont și Isambart".
Tânărul rege, care obținuse cea mai importantă victorie a francilor asupra normanzilor, a murit un an mai târziu într-un accident, înainte de a fi împlinit douăzeci de ani. Neavând moștenitori, Neustria trecu sub stăpânirea fratelui său Carloman.
1. ↑  IdRef, accesat în 11 mai 2020